# Eucuspidella pedunculata
Eucuspidella pedunculata är en nässeldjursart som först beskrevs av George James Allman 1877.  Eucuspidella pedunculata ingår i släktet Eucuspidella och familjen Campanulinidae. Inga underarter finns listade i Catalogue of Life.